# غرانت ماكاولي
غرانت ماكاولي (بالإنجليزية: Grant McAuley)‏ هو مجدف نيوزيلندي، ولد في 6 يوليو 1949 في أوكلاند في نيوزيلندا.

## وصلات خارجية
- غرانت ماكاولي على موقع الاتحاد الدولي للتجديف (الإنجليزية)
- غرانت ماكاولي على موقع اللجنة الأولمبية الدولية (الإنجليزية)
- غرانت ماكاولي على موقع أوليمبيديا (الإنجليزية)